# Parachnopeziza bambusae
Parachnopeziza bambusae är en svampart som beskrevs av Arendh. & R. Sharma 1984. Parachnopeziza bambusae ingår i släktet Parachnopeziza och familjen Hyaloscyphaceae.   Inga underarter finns listade i Catalogue of Life.